# کریم‌آباد (دلفان، غرب)
کریم‌آباد یک روستا در ایران است که در دهستان میربگ جنوبی شهرستان دلفان واقع شده‌است. کریم‌آباد ۵۱ نفر جمعیت دارد.